# Lathyrus littoralis
Lathyrus littoralis är en ärtväxtart som först beskrevs av John Torrey och Asa Gray, och fick sitt nu gällande namn av Wilhelm Gerhard Walpers. Lathyrus littoralis ingår i släktet vialer, och familjen ärtväxter. Inga underarter finns listade i Catalogue of Life.

## Bildgalleri

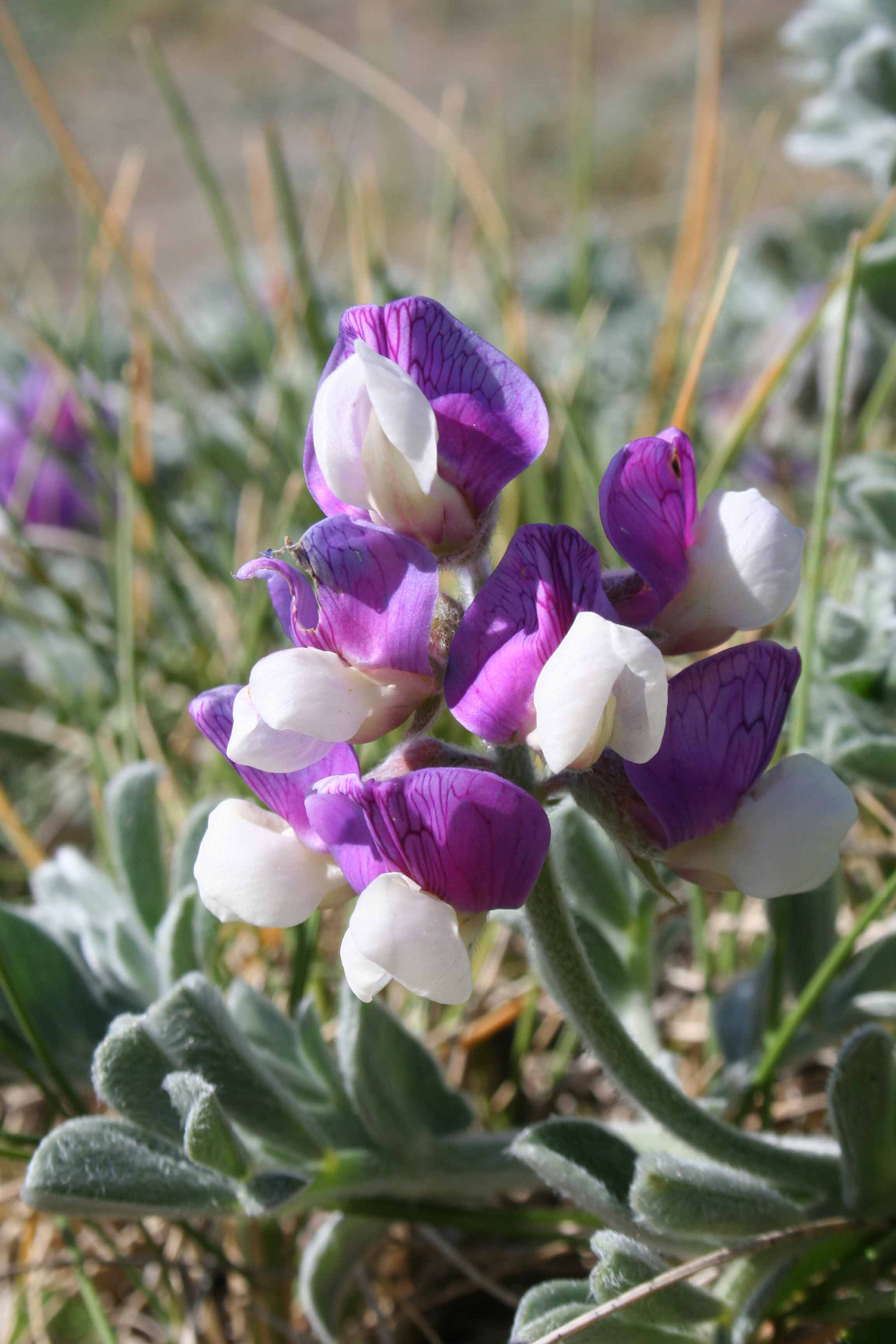
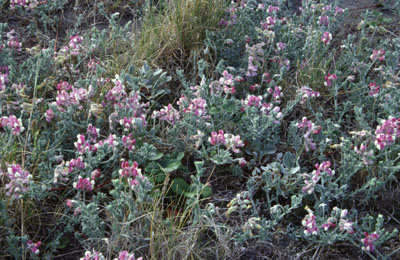